# Великий Липник
Великий Липник, місц. назва Великый Липник (словац. Veľký Lipník) — село в Словаччині, Старолюбовняському окрузі Пряшівського краю. Розташоване в північно-східній частині Словаччини, на межі П'єнін та Списької Маґури в долині потока Липник, біля кордону з Польщею. Також протікає Лесницький потік.
Вперше згадується у 1338 році.
В селі є греко-католицька церква св. Михаїла з 1794 р. в стилі класицизму, з вежею староруського типу в стилі бароко.

## Населення
| Рік:            | 1994. | 2004.   | 2014.   | 2024.   |
| --------------- | ----- | ------- | ------- | ------- |
| Кількість осіб: | 980   | 1010    | 977     | 895     |
| Різниця:        |       | +3,06 % | -3,26 % | -8,39 % |

| Рік:            | 2023. | 2024.   |
| --------------- | ----- | ------- |
| Кількість осіб: | 901   | 895     |
| Різниця:        |       | -0,66 % |

В селі проживає 1000 осіб.
Національний склад населення (за даними останнього перепису населення — 2001 року):
- словаки — 90,40 %
- русини — 7,23 %
- українці — 0,30 %
- чехи — 0,20 %

Склад населення за приналежністю до релігії станом на 2001 рік:
- греко-католики — 82,48 %,
- римо-католики — 11,88 %,
- православні — 2,57 %,
- не вважають себе віруючими або не належать до жодної вищезгаданої церкви- 3,07 %

## Особистості

### Народилися
- Іван П'єщак, український громадсько-політичний діяч-москвофіл, педагог, правник, державний секретар з питань юстиції Уряду Карпатської України (1938).